# José Burgos Ramos
José Antonio Burgos Ramos (* Sullana,  1926 -   ),  es un político peruano. Dos veces electo Alcalde de la Provincia de Sullana. 

## Biografía
José Burgos Ramos nació en Sullana, el 5 de septiembre de 1926. Hizo sus estudios primarios en la Escuela Mixta Primaria, no concluyendo los secundarios .
Inicia su  actuación política postulando como candidato de la Lista Independiente Fe y Trabajo a la Alcaldía de la Municipalidad Provincial de Sullana, siendo electo para el periodo 1993-1995, siendo reelecto para el siguiente período 1996-1999, no concluyendo su periodo por ser sentenciado por delito de abuso de autoridad y usurpación de funciones. Tras estar recluido en el penal Río Seco de Piura durante 105 días, fue absuelto por la Corte Suprema de Justicia. Entonces, la alcaldía la asumió su hija Marcelina Burgos, al ser primera regidora de la lista de concejales.
En las elecciones regionales y municipales del Perú de 2010, postula a la reelección para el mismo cargo.